# Staartspoorknapzakje
Het staartspoorknapzakje (Lophiostoma caudatum) is een schimmel behorend tot de familie Lophiostomataceae. Het komt voor op grasachtigen en is bekend van riet.

## Kenmerken
De pseudothecia hebben een diameter van ongeveer 0,3 mm. De vorm is subglobuleus. De kleur is zwart. Ze zijn licht afgeplat tot aan de nek. De asci zijn 8-sporig, knotsvormig, met afmetingen van 80-104 × 15-16 µm en hebben een onduidelijk dikke wand. De ascosporen zijn knotsvormig, soms gekromd en meten 26-31 × 6-8,5 µm. Ze vertonen vijf licht ingesnoerde septen, zijn strokleurig en worden bleker naar de taps toelopende basis, en liggen onregelmatig in twee rijen.

## Verspreiding
In Nederland komt het staartspoorknapzakje uiterst zeldzaam voor.